# Le Voyageur contemplant une mer de nuages
Le Voyageur contemplant une mer de nuages aussi intitulé Le Voyageur au-dessus de la mer de nuages ou L’homme contemplant une mer de brume (en allemand : Der Wanderer über dem Nebelmeer) est un tableau du peintre romantique allemand Caspar David Friedrich.
Il a été composé à partir de 1818 et est, avec La Mer de glace, l'une des œuvres les plus célèbres du peintre. Il est conservé et exposé à la Kunsthalle de Hambourg. Cette œuvre appartient au courant artistique du romantisme allemand.

## Description
Au premier plan, un homme se tient debout sur un rocher en hauteur, le dos tourné au spectateur. Il porte une redingote vert sombre et tient un bâton de marche dans sa main droite. Sa chevelure flotte dans le vent, il contemple un paysage brumeux. Dans un plan intermédiaire apparaissent devant lui des crêtes montagneuses qui peuvent être comme celle sur laquelle il se trouve. Dans les volutes du brouillard, on discerne des arbres. Au loin, des montagnes floues s'élèvent à sa gauche. Le brouillard à l'arrière-plan s'étend au point de rendre indistincts l'horizon et le ciel nuageux.
Le paysage représenté s'inspire du massif gréseux de l'Elbe avec à l'arrière-plan à droite le Zirkelstein (de) ; la montagne à l'arrière-plan gauche peut être le mont Rosenberg (de) ou le mont Kaltenberg (de).

## Perception de l'œuvre
L'œuvre est caractéristique de la période romantique et plus particulièrement du style de Friedrich, comme d'autres de ses œuvres : Falaises de craie sur l'île de Rügen ou La Mer de glace. Elle a donné lieu à de nombreux commentaires et interprétations.
Selon M.E. Gorra, le regard du voyageur dans le brouillard représente une réflexion sur soi-même au sens où l'entendait le philosophe Emmanuel Kant.
Une autre critique énonce que le voyageur est une métaphore de l'avenir inconnu.
J.L. Gaddis suggère que la position du personnage au-dessus du précipice et devant un paysage tourmenté est contradictoire car « évoquant la domination sur un paysage mais en même temps l'insignifiance de l'individu qui y est inclus » (suggesting at once mastery over a landscape and the insignificance of the individual within it).
Pour H. Gaßner, le personnage romantique, dont la vie est conçue comme un voyage, fait l'expérience de « l'incertitude et de l'abîme de son existence » et de son ancrage dans « un monde céleste au-delà de l'horizon ».
Cette œuvre peut être utilisée pour illustrer le concept du sublime tel qu'Edmund Burke le définit en 1757, dans son œuvre A Philosophical Inquiry into the Origins of our Ideas of the Sublime and the Beautiful. Le sublime y est défini comme ce qui provoque dans l'esprit humain un sentiment d'admiration paradoxalement causé par un sentiment d'incompréhension. Ce sentiment peut être éprouvé en contemplant une mer déchaînée, ou en admirant d'immenses montagnes embrumées. Cette peur admirative est considérée comme néfaste pour l'esprit car elle rappelle au spectateur la brièveté et l'insignifiance de son existence. Selon Andrew Smith, « (...) la mort, ou plus précisément la peur de la mort est le plus clair exemple de sublimité ».

## Historique
La date de création du tableau est généralement donnée comme étant 1818, bien que certaines sources indiquent 1817. La provenance du tableau au XIXe siècle n'est pas claire, mais il est entré en possession de la galerie de Wilhelm August Luz à Berlin en 1939. Il aurait ensuite été vendu à Ernst Henke, un avocat allemand, avant de retourner à la galerie Luz. Le tableau a rebondi entre des collections privées avant d'être acquis par la Kunsthalle de Hambourg (salle des arts de Hambourg) en 1970, où il est exposé depuis.
Parmi les événements marquants de la vie de Friedrich en 1817 et 1818, on peut citer son amitié avec le scientifique Carl Gustav Carus et le peintre norvégien Johan Christian Dahl en 1817, son mariage avec Caroline Brommer en janvier 1818, et le retour du couple en lune de miel dans la ville natale de Friedrich, Greifswald, quelques semaines plus tard.